# Saint-Félix-de-Tournegat
Pour les articles homonymes, voir Saint-Félix.
Saint-Félix-de-Tournegat (Sant Felitz de Tornagat en occitan languedocien) est une commune française située dans le département de l'Ariège, en région Occitanie. Le cœur du village constitue une circulade. Sur le plan historique et culturel, la commune fait partie du Lauragais, l'ancien « Pays de Cocagne », lié à la fois à la culture du pastel et à l’abondance des productions, et de « grenier à blé du Languedoc ».
Exposée à un climat océanique altéré, elle est drainée par l'Hers-Vif, le ruisseau de Gorgues et par divers autres petits cours d'eau. La commune possède un patrimoine naturel remarquable : un site Natura 2000 (« Garonne, Ariège, Hers, Salat, Pique et Neste ») et quatre zones naturelles d'intérêt écologique, faunistique et floristique.
Saint-Félix-de-Tournegat est une commune rurale qui compte 152 habitants en 2022, après avoir connu un pic de population de 489 habitants en 1831. Elle fait partie de l'aire d'attraction de Pamiers. Ses habitants sont appelés les Saint-Félixans ou Saint-Félixanes.
Le patrimoine architectural de la commune comprend un immeuble protégé au titre des monuments historiques : l'église Saint-Félix, inscrite en 1993 puis classée en 1996.

## Géographie

### Localisation
La commune de Saint-Félix-de-Tournegat se trouve dans le département de l'Ariège, en région Occitanie.
Elle se situe à 22 km à vol d'oiseau de Foix, préfecture du département, à 11 km de Pamiers, sous-préfecture, et à 11 km de Mirepoix, bureau centralisateur du canton de Mirepoix dont dépend la commune depuis 2015 pour les élections départementales.
La commune fait en outre partie du bassin de vie de Pamiers.
Les communes les plus proches sont : 
Lapenne (1,6 km), Saint-Amadou (3,0 km), Ludiès (3,1 km), La Bastide-de-Lordat (3,3 km), Trémoulet (3,7 km), Vals (4,0 km), Le Carlaret (4,5 km), Teilhet (5,0 km).
Sur le plan historique et culturel, Saint-Félix-de-Tournegat fait partie du Lauragais, occupant une vaste zone, autour de l’axe central que constitue le canal du Midi, entre les agglomérations de Toulouse au nord-ouest et Carcassonne au sud-est et celles de Castres au nord-est et Pamiers au sud-ouest. C'est l'ancien « Pays de Cocagne », lié à la fois à la culture du pastel et à l’abondance des productions, et de « grenier à blé du Languedoc ».
| La Bastide-de-Lordat                 | Lapenne                  |         |
| Le Carlaret, Ludiès                  | Saint-Félix-de-Tournegat | Manses  |
| Saint-Amadou, Les Pujols (sur 100 m) | Vals                     | Teilhet |

### Géologie et relief
La commune est située dans le Bassin aquitain, le deuxième plus grand bassin sédimentaire de la France après le Bassin parisien, certaines parties étant recouvertes par des formations superficielles. Les terrains affleurants sur le territoire communal sont constitués de roches sédimentaires datant du Cénozoïque, l'ère géologique la plus récente sur l'échelle des temps géologiques, débutant il y a 66 millions d'années. La structure détaillée des couches affleurantes est décrite dans la feuille « n°1057 - Pamiers » de la carte géologique harmonisée au 1/50 000ème du département de l'Ariège, et sa notice associée.
La superficie cadastrale de la commune publiée par l’Insee, qui sert de références dans toutes les statistiques, est de 10,51 km2,. La superficie géographique, issue de la BD Topo, composante du Référentiel à grande échelle produit par l'IGN, est quant à elle de 10,55 km2.  L'altitude du territoire varie entre 249 m et 410 m.

### Hydrographie

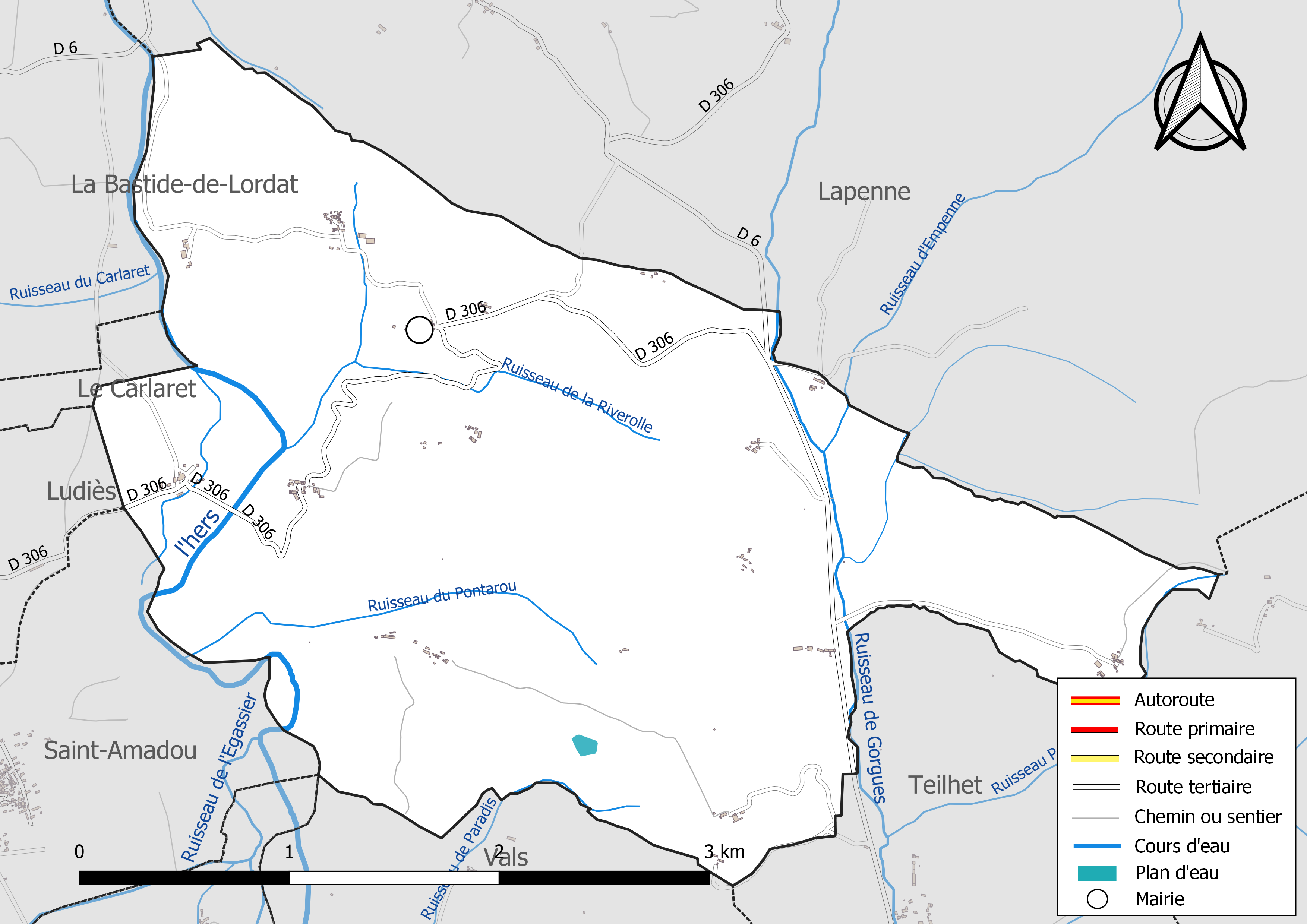
Réseaux hydrographique et routier de Saint-Félix-de-Tournegat.

La commune est dans le bassin versant de la Garonne, au sein du bassin hydrographique Adour-Garonne. Elle est drainée par l'Hers-Vif, le ruisseau de Gorgues, le ruisseau de la Riverolle, le ruisseau d'Empenne, le ruisseau de Paradis, le ruisseau du Pontarou, le ruisseau Poumirol et par divers petits cours d'eau, constituant un réseau hydrographique de 13 km de longueur totale,.
L'Hers-Vif, d'une longueur totale de 134,9 km, prend sa source dans la commune de Prades et s'écoule du sud vers le nord. Il traverse la commune et se jette dans l'Ariège à Cintegabelle, après avoir traversé 41 communes.

### Climat
Pour des articles plus généraux, voir Climat de l'Occitanie et Climat de l'Ariège.
En 2010, le climat de la commune est de type climat du Bassin du Sud-Ouest, selon une étude s'appuyant sur une série de données couvrant la période 1971-2000. En 2020, Météo-France publie une typologie des climats de la France métropolitaine dans laquelle la commune est exposée à un climat de montagne et est dans la région climatique Pyrénées centrales, caractérisée par une pluviométrie annuelle de 1 000 à 1 200 mm.
Pour la période 1971-2000, la température annuelle moyenne est de 12,7 °C, avec une amplitude thermique annuelle de 15,7 °C. Le cumul annuel moyen de précipitations est de 840 mm, avec 9,8 jours de précipitations en janvier et 5,9 jours en juillet. Pour la période 1991-2020, la température moyenne annuelle observée sur la station météorologique la plus proche, située sur la commune de Montaut à 11 km à vol d'oiseau, est de 13,7 °C et le cumul annuel moyen de précipitations est de 677,1 mm,. Pour l'avenir, les paramètres climatiques de la commune estimés pour 2050 selon différents scénarios d'émission de gaz à effet de serre sont consultables sur un site dédié publié par Météo-France en novembre 2022.

### Milieux naturels et biodiversité

#### Réseau Natura 2000

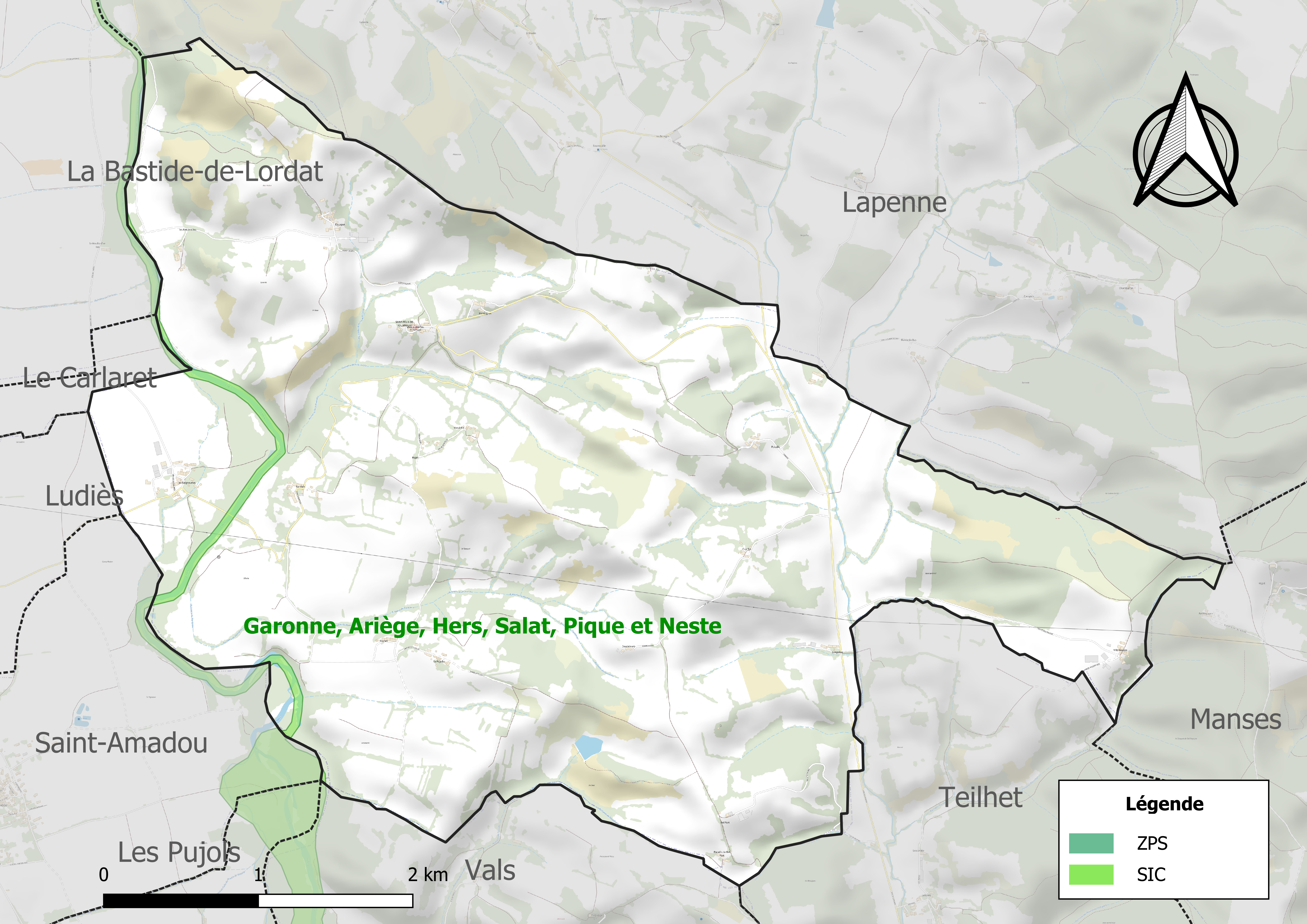
Site Natura 2000 sur le territoire communal.

Le réseau Natura 2000 est un réseau écologique européen de sites naturels d'intérêt écologique élaboré à partir des directives habitats et oiseaux, constitué de zones spéciales de conservation (ZSC) et de zones de protection spéciale (ZPS).
Un site Natura 2000 a été défini sur la commune au titre de la directive habitats : « Garonne, Ariège, Hers, Salat, Pique et Neste », d'une superficie de 9 581 ha, un réseau hydrographique pour les poissons migrateurs, avec des zones de frayères actives et potentielles importantes pour le Saumon en particulier qui fait l'objet d'alevinages réguliers et dont des adultes atteignent déjà Foix sur l'Ariège.

#### Zones naturelles d'intérêt écologique, faunistique et floristique
L’inventaire des zones naturelles d'intérêt écologique, faunistique et floristique (ZNIEFF) a pour objectif de réaliser une couverture des zones les plus intéressantes sur le plan écologique, essentiellement dans la perspective d’améliorer la connaissance du patrimoine naturel national et de fournir aux différents décideurs un outil d’aide à la prise en compte de l’environnement dans l’aménagement du territoire.
Deux ZNIEFF de type 1 sont recensées sur la commune :
les « coteaux de Gaudiès et de Saint-Félix-de-Tournegat » (842 ha), couvrant 5 communes dont 3 dans l'Ariège et 2 dans l'Aude, et 
le « cours de l'Hers » (891 ha), couvrant 41 communes dont 32 dans l'Ariège, 7 dans l'Aude et 2 dans la Haute-Garonne
et deux ZNIEFF de type 2, : 
- l'« ensemble de coteaux au nord du Pays de Mirepoix » (9 691 ha), couvrant 17 communes dont 10 dans l'Ariège et 7 dans l'Aude[30] ;
- « l'Hers et ripisylves » (1 417 ha), couvrant 41 communes dont 32 dans l'Ariège, 7 dans l'Aude et 2 dans la Haute-Garonne[31].

Carte des ZNIEFF de type 1 et 2 à Saint-Félix-de-Tournegat.
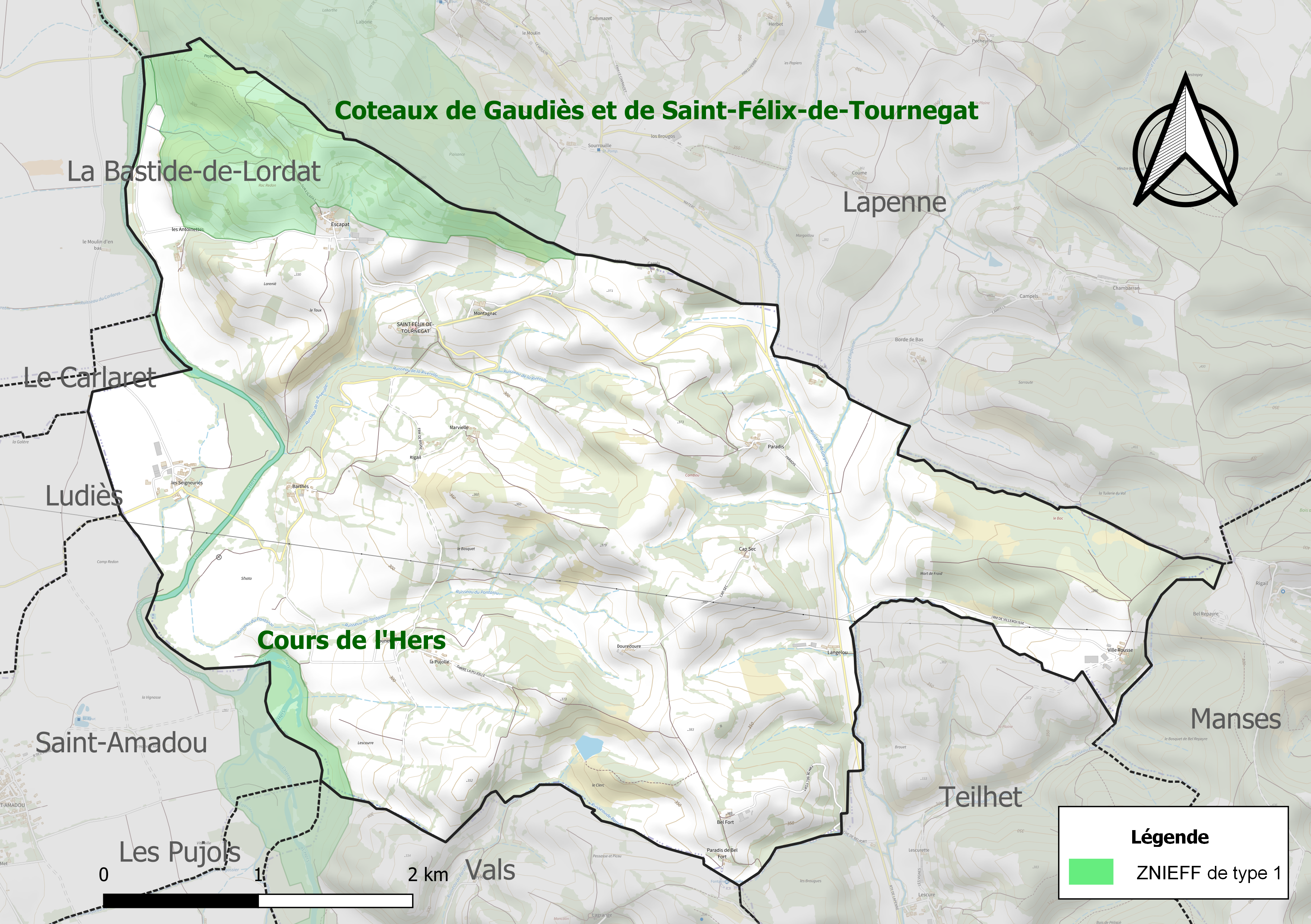
Carte des ZNIEFF de type 1 sur la commune.
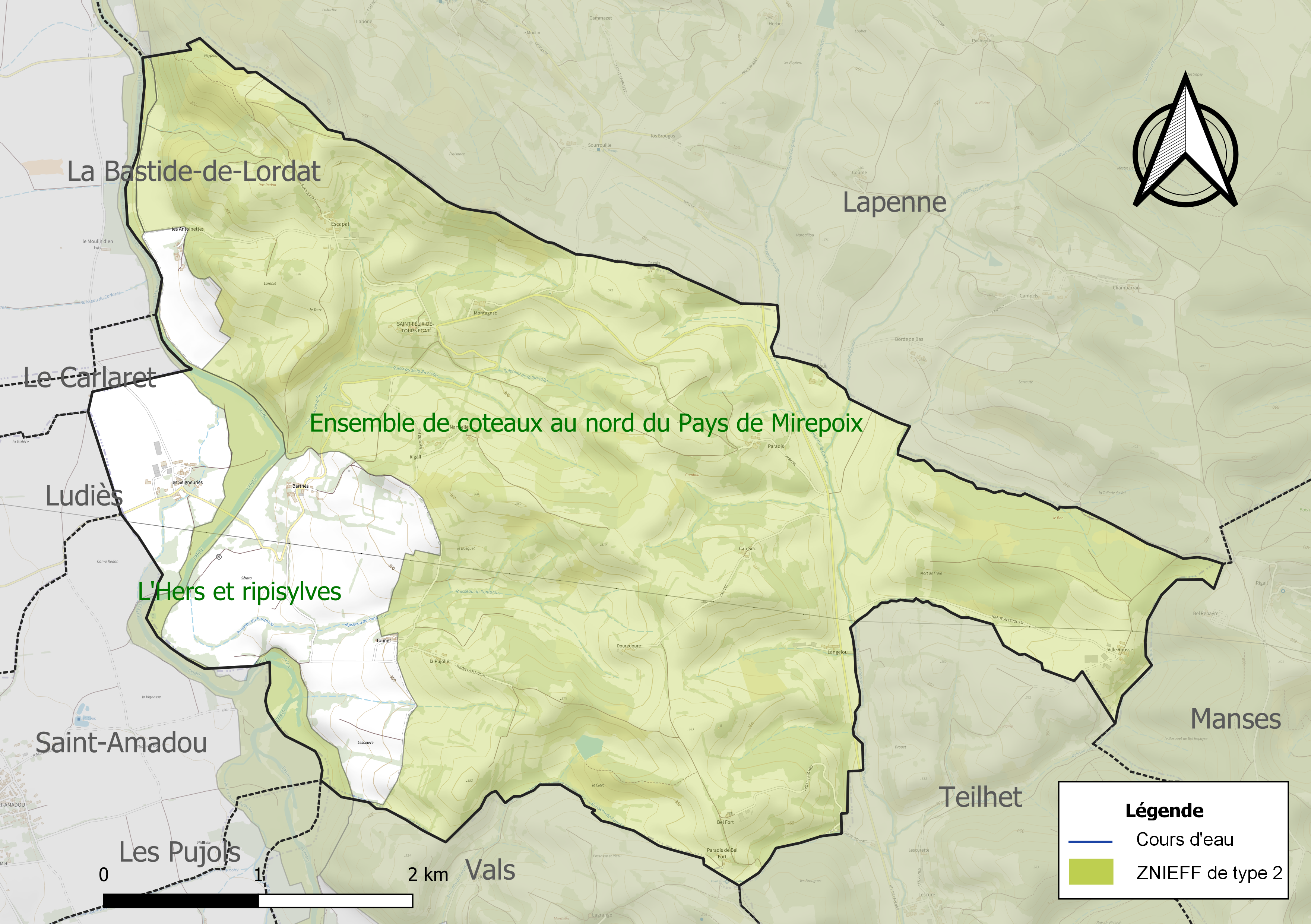
Carte des ZNIEFF de type 2 sur la commune.

## Urbanisme

### Typologie
Au 1er janvier 2024, Saint-Félix-de-Tournegat est catégorisée commune rurale à habitat très dispersé, selon la nouvelle grille communale de densité à 7 niveaux définie par l'Insee en 2022.
Elle est située hors unité urbaine. Par ailleurs la commune fait partie de l'aire d'attraction de Pamiers, dont elle est une commune de la couronne,. Cette aire, qui regroupe 52 communes, est catégorisée dans les aires de moins de 50 000 habitants,.

### Occupation des sols
L'occupation des sols de la commune, telle qu'elle ressort de la base de données européenne d’occupation biophysique des sols Corine Land Cover (CLC), est marquée par l'importance des territoires agricoles (89,5 % en 2018), une proportion identique à celle de 1990 (89,5 %). La répartition détaillée en 2018 est la suivante : 
zones agricoles hétérogènes (65,6 %), prairies (21,2 %), forêts (6,8 %), milieux à végétation arbustive et/ou herbacée (3,7 %), terres arables (2,7 %). L'évolution de l’occupation des sols de la commune et de ses infrastructures peut être observée sur les différentes représentations cartographiques du territoire : la carte de Cassini (XVIIIe siècle), la carte d'état-major (1820-1866) et les cartes ou photos aériennes de l'IGN pour la période actuelle (1950 à aujourd'hui).

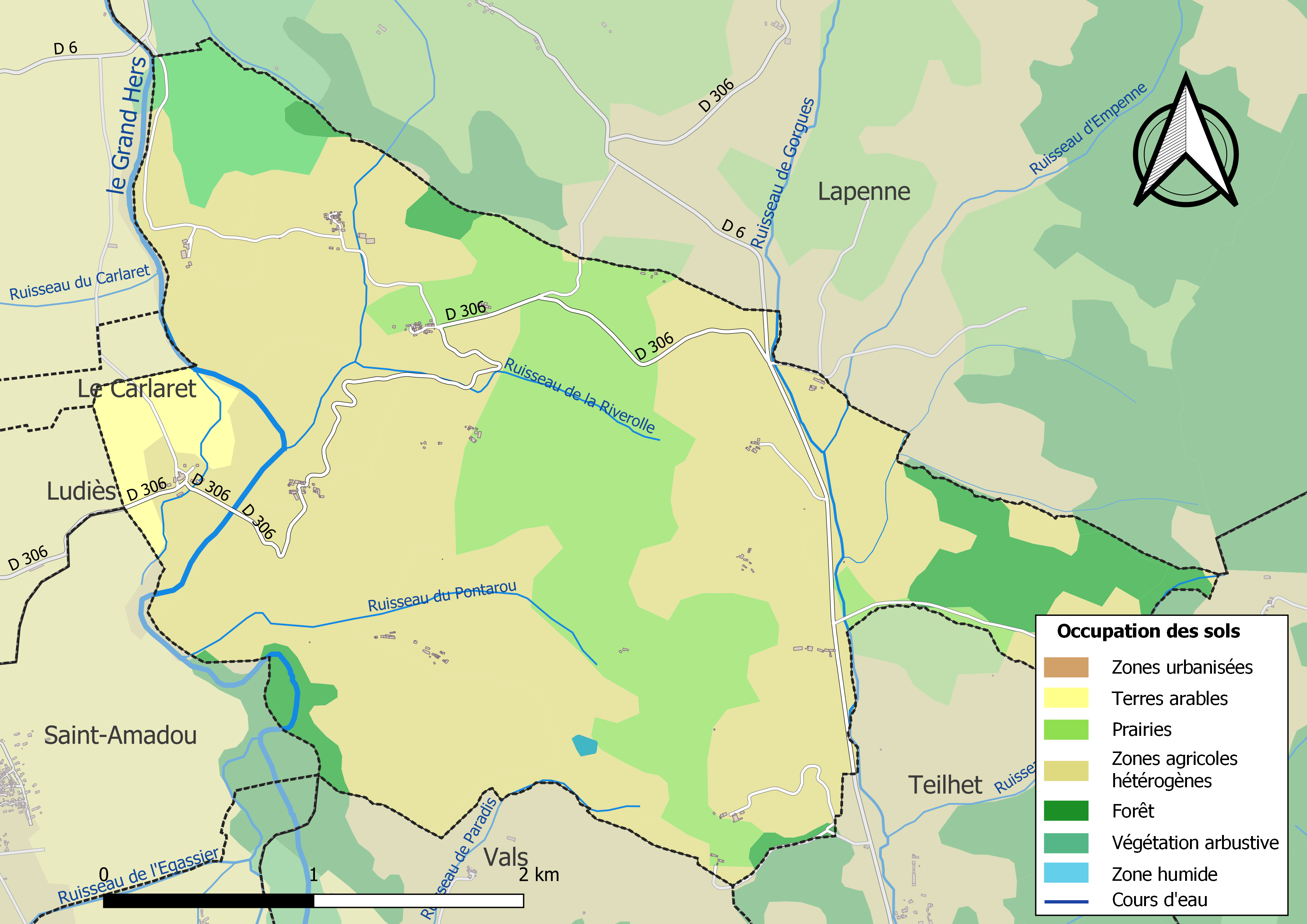
Carte des infrastructures et de l'occupation des sols de la commune en 2018 (CLC).

### Hameaux
Barthez, Escapat, les Seigneuries, la Pujolle, Villerouse…

### Habitat et logement
En 2018, le nombre total de logements dans la commune était de 83, alors qu'il était de 79 en 2013 et de 71 en 2008.
Parmi ces logements, 75,6 % étaient des résidences principales, 18,3 % des résidences secondaires et 6,1 % des logements vacants. Ces logements étaient pour 92,7 % d'entre eux des maisons individuelles et pour 7,3 % des appartements.
Le tableau ci-dessous présente la typologie des logements à Saint-Félix-de-Tournegat en 2018 en comparaison avec celle de l'Ariège et de la France entière. Une caractéristique marquante du parc de logements est ainsi une proportion de résidences secondaires et logements occasionnels (18,3 %) inférieure à celle du département (24,6 %) mais supérieure à celle de la France entière (9,7 %). Concernant le statut d'occupation de ces logements, 80 % des habitants de la commune sont propriétaires de leur logement (89,7 % en 2013), contre 66,3 % pour l'Ariège et 57,5 % pour la France entière.
| Typologie                                               | Saint-Félix-de-Tournegat | Ariège | France entière |
| ------------------------------------------------------- | ------------------------ | ------ | -------------- |
| Résidences principales (en %)                           | 75,6                     | 65,7   | 82,1           |
| Résidences secondaires et logements occasionnels (en %) | 18,3                     | 24,6   | 9,7            |
| Logements vacants (en %)                                | 6,1                      | 9,7    | 8,2            |

### Risques majeurs
Le territoire de la commune de Saint-Félix-de-Tournegat est vulnérable à différents aléas naturels : inondations, climatiques (grand froid ou canicule), feux de forêts, mouvements de terrains et séisme (sismicité faible). Il est également exposé à un risque technologique,  la rupture d'un barrage,.

#### Risques naturels

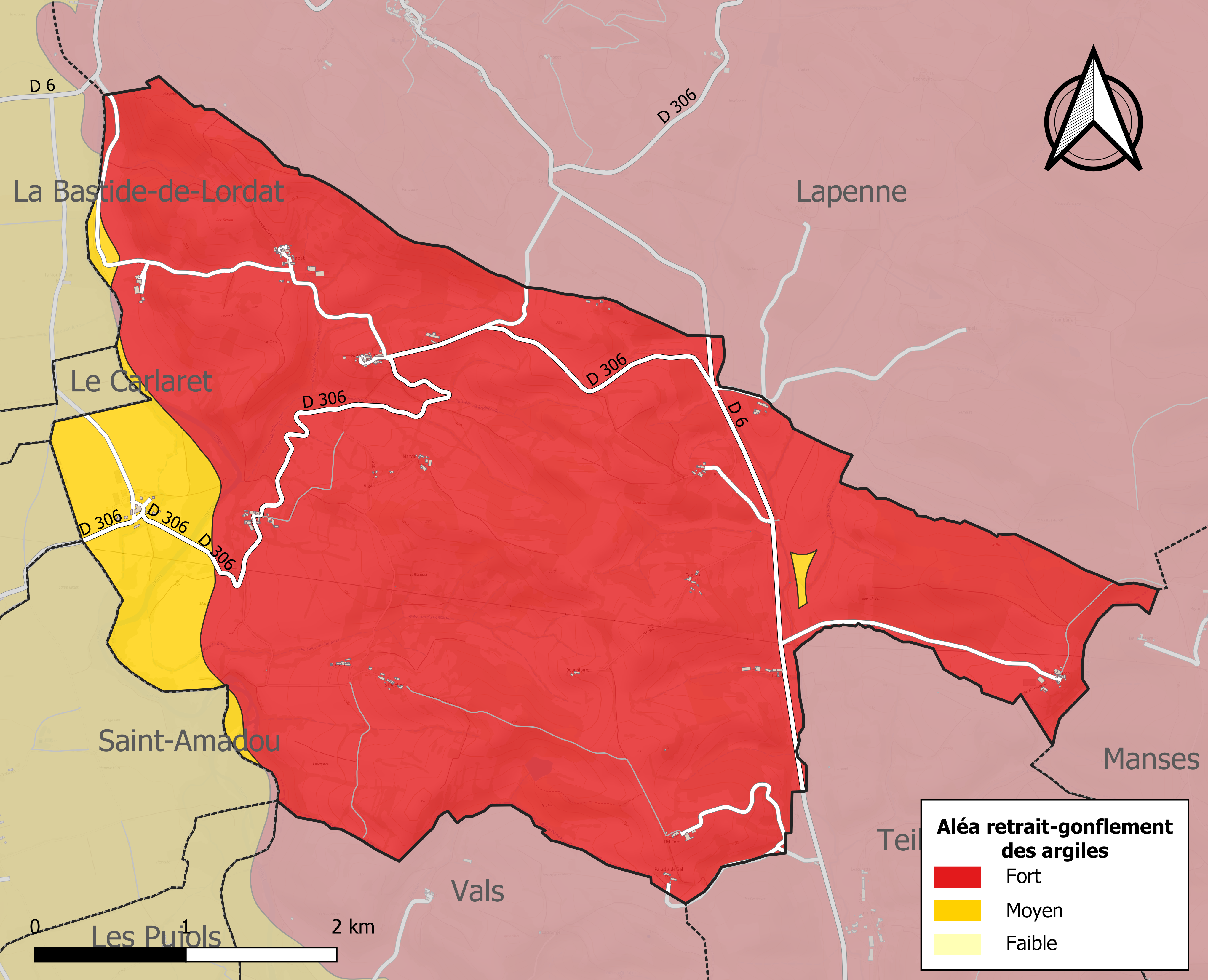
Zonage de l'aléa retrait-gonflement des argiles sur la commune de Saint-Félix-de-Tournegat.

Certaines parties du territoire communal sont susceptibles d’être affectées par le risque d’inondation par débordement, crue torrentielle d'un cours d'eau, ou ruissellement d'un versant.
Les mouvements de terrains susceptibles de se produire sur la commune sont soit des chutes de blocs, soit des glissements de terrains, soit des mouvements liés au retrait-gonflement des argiles. Près de 50 % de la superficie du département est concernée par l'aléa retrait-gonflement des argiles, dont la commune de Saint-Félix-de-Tournegat. L'inventaire national des cavités souterraines permet par ailleurs de localiser celles situées sur la commune.

#### Risques technologiques
Dans le département de l’Ariège on dénombre cinq grands barrages susceptibles d’occasionner des dégâts en cas de rupture. La commune fait partie des 80 communes susceptibles d’être touchées par l’onde de submersion consécutive à la rupture d’un de ces barrages.

## Histoire
Les premières traces d'activités humaines sur le territoire de la commune remontent à l'âge du fer : au hameau des Seigneuries, des urnes funéraires datant d'environ 700 av. J.-C. ont été découvertes au début du XXe siècle.
Avec Saint-Martin d'Oydes, il s'agit de l'autre circulade ou village rond du département de l'Ariège créée dès le Moyen Âge avec l'église.
Lors de la Seconde Guerre mondiale, des parachutages d'armes au profit de la Résistance ont eu lieu. Une plaque commémorative a été apposée le 28 septembre 2003 dans la cour de la ferme du Four.

## Politique et administration

### Découpage territorial
La commune de Saint-Félix-de-Tournegat est membre de la communauté de communes du Pays de Mirepoix, un établissement public de coopération intercommunale (EPCI) à fiscalité propre créé le 31 décembre 2013 dont le siège est à Mirepoix. Ce dernier est par ailleurs membre d'autres groupements intercommunaux.
Sur le plan administratif, elle est rattachée à l'arrondissement de Pamiers, au département de l'Ariège, en tant que circonscription administrative de l'État, et à la région Occitanie.
Sur le plan électoral, elle dépend du canton de Mirepoix pour l'élection des conseillers départementaux, depuis le redécoupage cantonal de 2014 entré en vigueur en 2015, et de la deuxième circonscription de l'Ariège  pour les élections législatives, depuis le redécoupage électoral de 1986.

### Liste des maires
| Période                                  | Période   | Identité          | Étiquette | Qualité     |
| ---------------------------------------- | --------- | ----------------- | --------- | ----------- |
| 1954                                     | 1983      | Marcel Vidal      | PS        |             |
| 1983                                     | 1998      | Fernand Durand    |           |             |
| 1998                                     | 1999      | Pierre Destarac   |           |             |
| 1999                                     | juin 2020 | Geneviève Berdeil | DVD       | Employée    |
| juin 2020                                | En cours  | Sébastien Durand  |           | Agriculteur |
| Les données manquantes sont à compléter. |           |                   |           |             |

## Démographie
| 1793 | 1800 | 1806 | 1821 | 1831 | 1836 | 1841 | 1846 | 1851 |
| ---- | ---- | ---- | ---- | ---- | ---- | ---- | ---- | ---- |
| 428  | 291  | 466  | 385  | 489  | 476  | 456  | 409  | 426  |

| 1856 | 1861 | 1866 | 1872 | 1876 | 1881 | 1886 | 1891 | 1896 |
| ---- | ---- | ---- | ---- | ---- | ---- | ---- | ---- | ---- |
| 403  | 387  | 367  | 387  | 377  | 319  | 338  | 297  | 285  |

| 1901 | 1906 | 1911 | 1921 | 1926 | 1931 | 1936 | 1946 | 1954 |
| ---- | ---- | ---- | ---- | ---- | ---- | ---- | ---- | ---- |
| 270  | 258  | 281  | 250  | 257  | 242  | 218  | 196  | 164  |

| 1962 | 1968 | 1975 | 1982 | 1990 | 1999 | 2004 | 2006 | 2009 |
| ---- | ---- | ---- | ---- | ---- | ---- | ---- | ---- | ---- |
| 138  | 131  | 88   | 97   | 104  | 117  | 112  | 124  | 139  |

| 2014 | 2019 | 2022 | - | - | - | - | - | - |
| ---- | ---- | ---- | - | - | - | - | - | - |
| 140  | 152  | 152  | - | - | - | - | - | - |

## Économie

### Emploi
| Division       | 2008  | 2013   | 2018   |
| -------------- | ----- | ------ | ------ |
| Commune        | 9,5 % | 10,8 % | 3,6 %  |
| Département    | 8,9 % | 11,1 % | 11,2 % |
| France entière | 8,3 % | 10 %   | 10 %   |

En 2018, la population âgée de 15 à 64 ans s'élève à 81 personnes, parmi lesquelles on compte 82,1 % d'actifs (78,6 % ayant un emploi et 3,6 % de chômeurs) et 17,9 % d'inactifs,. En  2018, le taux de chômage communal (au sens du recensement) des 15-64 ans est inférieur à celui de la France et du département, alors qu'en 2008 la situation était inverse.
La commune fait partie de la couronne de l'aire d'attraction de Pamiers, du fait qu'au moins 15 % des actifs travaillent dans le pôle,. Elle compte 28 emplois en 2018, contre 19 en 2013 et 25 en 2008. Le nombre d'actifs ayant un emploi résidant dans la commune est de 68, soit un indicateur de concentration d'emploi de 41,9 % et un taux d'activité parmi les 15 ans ou plus de 58,9 %.
Sur ces 68 actifs de 15 ans ou plus ayant un emploi, 18 travaillent dans la commune, soit 27 % des habitants. Pour se rendre au travail, 87,1 % des habitants utilisent un véhicule personnel ou de fonction à quatre roues, 1,4 % les transports en commun, 2,8 % s'y rendent en deux-roues, à vélo ou à pied et 8,6 % n'ont pas besoin de transport (travail au domicile).

### Activités hors agriculture
19 établissements sont implantés  à Saint-Félix-de-Tournegat au 31 décembre 2019.
Le secteur de l'industrie manufacturière, des industries extractives et autres est prépondérant sur la commune puisqu'il représente 31,6 % du nombre total d'établissements de la commune (6 sur les 19 entreprises implantées  à Saint-Félix-de-Tournegat), contre 12,9 % au niveau départemental.
Aucune exploitation agricole ayant son siège dans la commune n'est recensée lors du recensement agricole de 2010 (aucune  en 1988).

## Culture locale et patrimoine

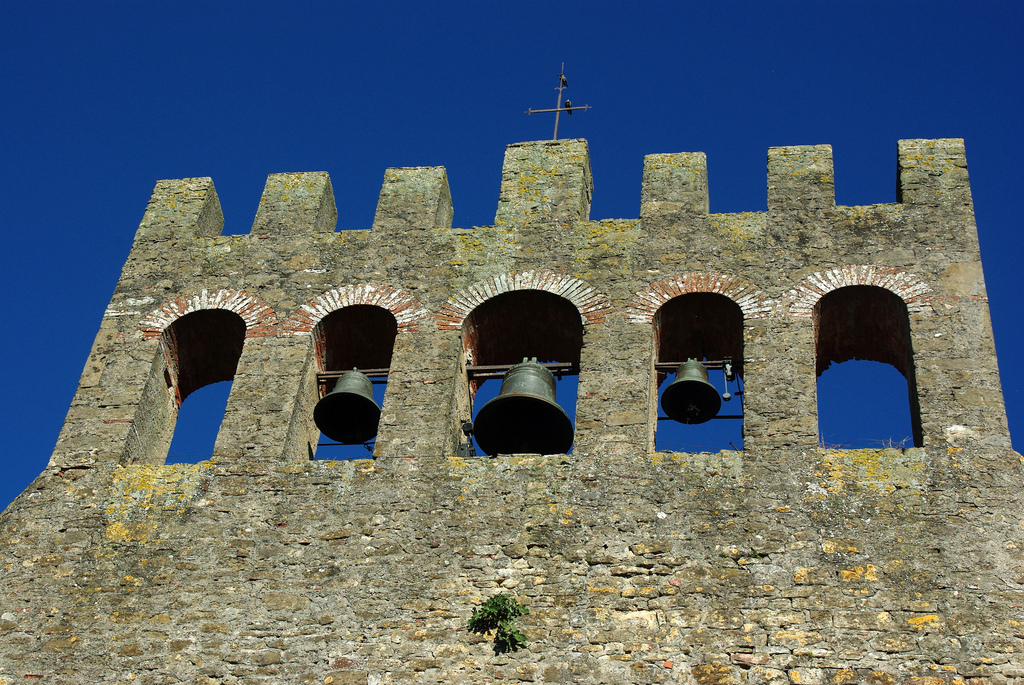
Les créneaux du clocher-mur à cinq baies.

### L'église Saint-Félix
L'église fortifiée est classée comme Monument historique dans sa totalité en 1996. La muraille d'enceinte, les fossés et les lieux attenants sont inscrits à l'inventaire en 1993. En effet, les maisons qui enserrent l'édifice religieux constituaient en elles-mêmes une enceinte fortifiée, dite circulade. Entourées de fossés, elles décrivent une ellipse autour de l'église et pouvaient ainsi assurer une défense efficace.
L'église, à la nef unique haute et étroite, date de la fin du XIIe siècle. Elle est de style roman, sans ornementation superflue. Le clocher-mur, surmonté de créneaux et percé de cinq baies, est emblématique du village.

## Personnalités liées à la commune
Fils de Raymond-Antoine de Banyuls, Raymond de Banyuls, marquis de Montferrer (6e) (1811-1876), marié en 1856 à Antoinette Dufay (1804-1861) puis en 1862 à Blanche de Thonel d'Orgeix (1828-1881) et dont la mort à Saint-Félix-de-Tournegat restera sans postérité.

## Héraldique
| Blason de Saint-Félix-de-Tournegat | Blason  | De sable au chevron d'argent accompagné en pointe de trois besants du même mal ordonnés. |
| Blason de Saint-Félix-de-Tournegat | Détails | Le statut officiel du blason reste à déterminer.                                         |